# 실종자 (소설)

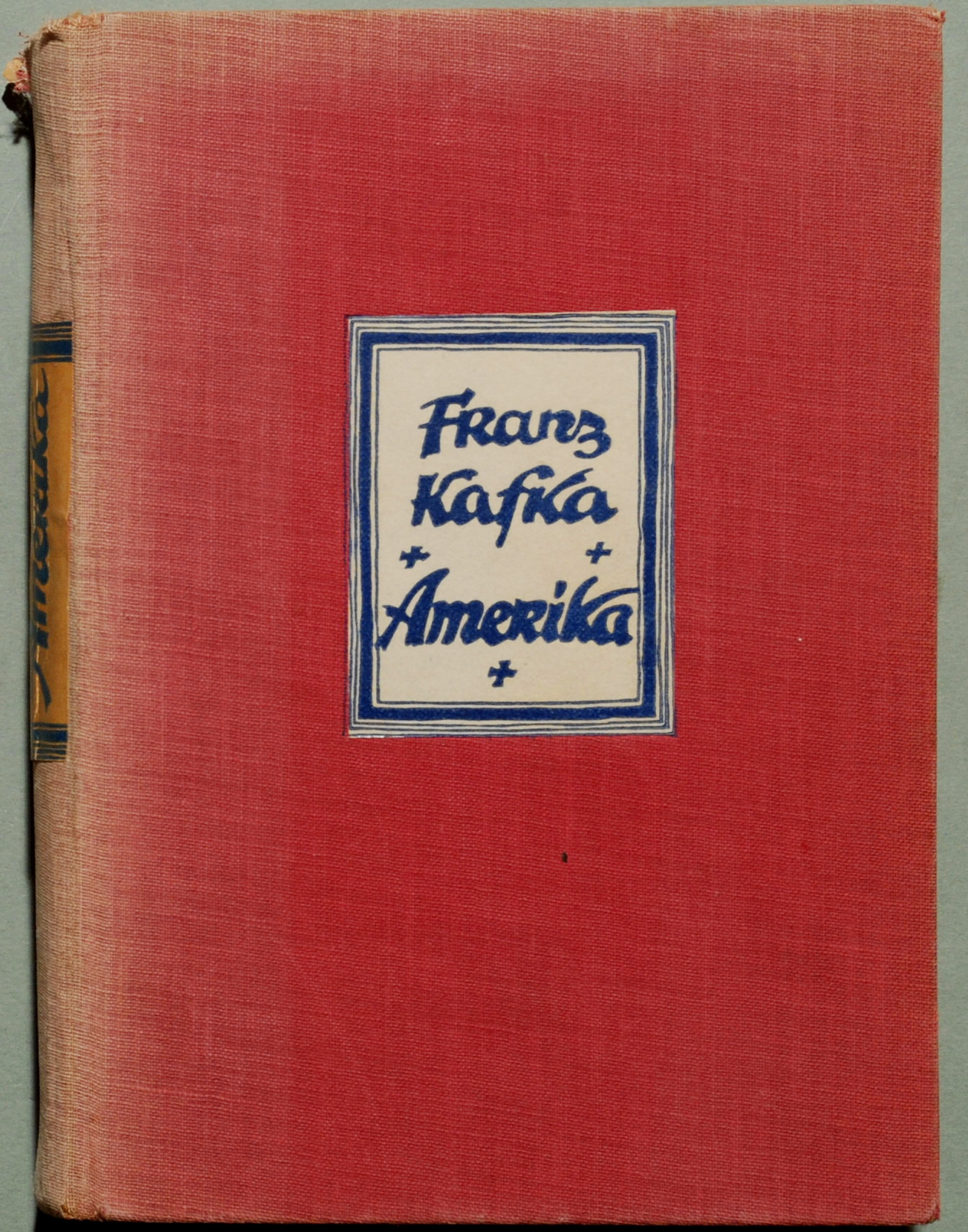
초판 표지

《실종자》(독일어: Der Verschollene, The Man Who Disappeared, The Missing Person, Lost in America)는 프란츠 카프카가 쓴 최초의 미완성 소설이다. 1911년부터 1914년까지 쓰였으며 1927년 유작으로서 출판되었다.
카프카는 장편소설을 단 세 편 남겼다. 세 편은 ‘인간들 사이의 낯섦, 고립’이라는 키워드로 묶인다. 그중 카프카의 첫 장편소설인 ≪실종자≫는 다른 두 작품에 비해 상대적으로 조명을 받지 못했다. 카프카를 그토록 인상적으로 만드는 특유의 어두운 환상성과 그로테스크적 성격이 덜해서, 카프카의 작품 가운데 가장 사실주의적이라서일 수도 있다. 하지만 이미 ≪실종자≫ 속에는 카프카 문학의 모든 것이 들어 있었다. 아버지와 아들의 문제, 권력과 지배의 문제, 기계화되고 관료화되어 가는 세계와 인간 소외의 문제 등등. 이러한 주제는 ≪실종자≫에서 가장 투명하게 드러나고 이 주제들을 드러내기 위해 카프카는 그로테스크하게 왜곡되고 과장된 비현실적인 세계를 빚어냈다.

## 줄거리
줄거리를 한마디로 정리하면, 자본주의 사회에서 나락으로 떨어져 가는 소년의 섬뜩한 이야기다. 열일곱 살의 카를 로스만은 고향 프라하에서 서른다섯 살 하녀의 유혹에 넘어간다. 그 결과 아이가 태어나고 카를의 부모는 양육비 부담과 자신들에게 밀어닥칠 추문을 피하기 위해 카를을 배에 태워 미국으로 보낸다. 소년 카를은 착취와 경쟁이 난무하고 비인간화된 세계에서 일자리를 얻기 위해 투쟁하지만 철저하게 몰락의 길을 걷는다. 위계질서의 권위와 카를 사이의 갈등 그리고 그로 인한 추방이라는 구도는 작품에서 계속 변주된다. 그리고 마지막, 카를은 오클라호마 극장에 채용된 사람들과 함께 기차 여행을 하는 도중에 실종된다. 실존의 전제 조건인 일자리를 얻기 위해 투쟁하지만 ‘실종’을 통해 미국이라는 거대한 처벌의 공간에서 해방된 카를. 이는 그 어떤 일이 있더라도 순응하고 스스로를 순치할 수밖에 없는 현대인의 삶에 대한 놀라운 예언이라 하지 않을 수 없다.

## 제목
이 소설은 처음 ‘아메리카’라는 제목으로 알려졌다. 1927년 카프카의 친구이자 평론가·편집자인 막스 브로트가 미완성인 이 작품의 제목을 그렇게 붙였기 때문이다. 하지만 카프카가 1912년 한 편지에서 “미완성으로 구상 중인 이야기”라고 하며 언급한 제목은 바로 ‘실종자’다. 작품을 완성하지 못한 채 카프카는 세상을 떴고 브로트는 그 원고를 편집해 ‘아메리카’라는 제목으로 출간했다. 1982년 문제를 의식한 연구자들이 비평판 카프카 전집을 발간하기 시작한다. ‘실종자’는 그렇게 제목을 되찾았다.